# Hồng Nam, thành phố Hưng Yên
Hồng Nam là một xã thuộc thành phố Hưng Yên, tỉnh Hưng Yên, Việt Nam.

## Địa lý
Xã Hồng Nam nằm ở phía đông nam thành phố Hưng Yên, có vị trí địa lý:
- Phía đông giáp huyện Tiên Lữ
- Phía tây giáp xã Quảng Châu
- Phía nam giáp xã Hoàng Hanh và xã Tân Hưng
- Phía bắc giáp phường Hồng Châu và các xã Liên Phương, Phương Chiểu.

Xã Hồng Nam có diện tích 3,67 km², dân số năm 2019 là 4.362 người, mật độ dân số đạt 1.189 người/km².

### Khí hậu
Xã Hồng Nam nằm trong vùng khí hậu cận nhiệt đới ẩm, chia làm 4 mùa rõ rệt (xuân, hạ, thu, đông). Mùa mưa kéo dài từ cuối tháng 4 đến tháng 10 hàng năm.
Lượng mưa trong mùa mưa chiếm tới 70% tổng lượng mưa cả năm. Nhiệt độ trung bình: 23,2 °C.

## Hành chính
Xã Hồng Nam được chia thành 3 thôn: Điện Biên, Lê Như Hổ, Nễ Châu.

## Lịch sử
Ngày 4 tháng 1 năm 1982, Hội đồng Bộ trưởng  ban hành Quyết định 02-HĐBT về việc điều sáp nhập thôn Phương Độ của xã Hồng Nam thuộc huyện Phù Tiên vào thị xã Hưng Yên quản lý.
Ngày 23 tháng 9 năm 2003, Chính phủ ban hành Nghị định 108/2003/NĐ-CP về việc chuyển toàn bộ 362 ha diện tích tự nhiên và 4.034 nhân khẩu của xã Hồng Nam thuộc huyện Tiên Lữ về thị xã Hưng Yên quản lý.
Ngày 19 tháng 1 năm 2009, Thủ tướng Chính phủ ban hành Nghị định 04/NĐ-CP về việc thành lập thành phố Hưng Yên thuộc tỉnh Hưng Yên. Xã Hồng Nam thuộc thành phố Hưng Yên.

## Kinh tế
Hồng Nam có hơn 170 ha trồng nhãn, cho sản lượng trung bình khoảng trên 2.000 tấn mỗi năm. Nhiều loại nhãn như nhãn lồng, nhãn đường phèn, nhãn hương chi, nhãn cùi được tiêu thụ chủ yếu ở thị trường nội địa dưới dạng quả tươi, một phần được chế biến thành long nhãn để xuất khẩu sang Trung Quốc.
Ngoài ra xã còn phát triển nghề nuôi ong lấy mật hoa nhãn đem về lợi nhuận khá cao cho người dân.

### Đặc sản
Xã Hồng Nam có một số đặc sản tiêu biểu phải kể đến nhãn lồng, mật ong, hạt sen, long nhãn,...

## Văn hóa
Xã Hồng Nam có một số Di tích lịch sử văn hóa được xếp hạng như: Miếu thờ Lê Như Hổ (Thời Nhà Mạc, phòng Hàm Lưỡng quốc thượng thư) thuộc làng Vông, chùa Nễ Châu. Hiện tại quần thể di tích Lê Như Hổ còn gồm: Lăng Lê Như Hổ, miếu thờ, hậu cung và đình làng đã được nhân dân trong làng tôn tạo lại.